# جورج هوبكينز
جورج هوبكينز (بالإنجليزية: George Hopkins)‏ هو لاعب كرة قاعدة أمريكي، (و. 1858  م).